# Menschen & Mächte
Menschen & Mächte ist ein Sendeplatz des Österreichischen Rundfunks, an welchem wöchentlich auf ORF 2 unterschiedliche Dokumentationen gesendet werden.

## Inhalt
Unter den Sendungstitel Menschen & Mächte werden internationale Dokumentationen aus dem Bereich Zeitgeschichte und Zeitgeschehen, Eigen- und Auftragsproduktionen zu österreichischen Themen sowie Koproduktionen gezeigt. Inhalt der Dokumentationen sind einflussreiche Menschen und Mächte, die die Welt prägen oder geprägt haben. Dargestellt werden die Themen sowohl als erzählte Geschichten mit emotionalem Engagement als auch analytisch. Die Dokumentationen sind für ein breites Publikum bestimmt und sollen den nötigen Hintergrund zu Themen aufzeigen.

## Sonderausgaben und Produktion
Mit Sonderausgaben der Sendung unter dem Sendungstitel Menschen & Mächte spezial wird die Dokumentationsreihe mit Filmen zu aktuellen internationalen und österreichischen Themen ergänzt.
Die Dokumentationssendung wird von Gerhard Jelinek geleitet. Themen zur österreichischen Zeitgeschichte werden in exemplarischen Produktionen des Teams um Andreas Novak aufbereitet. Dokumentationen über internationales Zeitgeschehen werden von Helene Maimann bearbeitet.

## Auszeichnungen
- Fernsehpreis der Österreichischen Erwachsenenbildung
  - 2007: Jutta Grylka für Der Contergan-Skandal: Die Opfer – Die Folgen
  - 2008: Gerhard Jelinek für Menschen & Mächte spezial
  - 2009: Peter Liska für Die Ungehorsamen
  - 2012: Robert Gokl, Peter Liska, Andreas Novak und Wolfgang Stickler für Jahrzehnte in rot-weiß-rot[1]
  - 2016: Peter Liska für Der Schnee von morgen, Andreas Novak als Sendungsverantwortlicher[2]

## Dokumentationsreihen
Anlässlich des 70. Jahrestags des Beginns des Zweiten Weltkriegs produzierte der ORF unter dem Titel Der Zweite Weltkrieg eine fünfteilige Dokumentationsreihe, welche am Dokumentationssendeplatz von Menschen & Mächte im September 2009 ausgestrahlt wurde. Verantwortlicher Redakteur war Andreas Novak. Die Dokumentationsreihe ist am 15. September 2009 auf DVD erschienen.
Die fünf Dokumentationen erreichten insgesamt 2,267 Millionen österreichische Zuseher, was 32 Prozent der relevanten Bevölkerung ab 12 Jahren entspricht. Im Schnitt verfolgten die Dokumentationsreihe 518.000 Seher bei einem nationalen Marktanteil von 24 Prozent (23 Prozent KaSat-Marktanteil).

### Folgen
- Der Zweite Weltkrieg (1) – Hitlers Blitzkriege
- Der Zweite Weltkrieg (2) – Sterben für Hitler
- Der Zweite Weltkrieg (3) – Die Ungehorsamen
- Der Zweite Weltkrieg (4) – Verfolgt, verschleppt, vernichtet
- Der Zweite Weltkrieg (5) – Gipfelstürmer und Wüstenfüchse

### Besatzungszeit
Die Periode nach dem Ende des Zweiten Weltkrieges bildet den zeitlichen Hintergrund für eine weitere Dokumentationsreihe, „Die Alliierten in Österreich“, die sich in vier Teilen mit der Besatzungszeit in dem durch die 4 Alliierten befreiten Nachkriegs-Österreich befasst und im Juli 2023 auf ORF2 lief:
„Die Alliierten in Österreich“ 
- (1) Chocolate, Girls, Jazz & Uncle Sam
- (2) Die Russen sind da
- (3) Very British
- (4) Autriche, mon amour